# 리게아의 무덤
《리게아의 무덤》(영어: The Tomb of Ligeia)은 미국에서 제작된 로저 코먼 감독의 1964년 공포 영화이다. 빈센트 프라이스 등이 출연하였고, 새뮤얼 Z. 아코프 등이 제작에 참여하였다.

## 출연진
- 빈센트 프라이스
- 엘리자베스 셰퍼드
- 존 웨스트브룩
- 데릭 프랜시스
- 올리버 존스턴
- 리처드 버넌
- 프랭크 손턴
- 로널드 애덤

## 기타 제작진
- 미술: 콜린 사우스콧